# 邱健
邱健（1975年6月25日—），中國男子射擊運動員，中国江苏省淮安市清浦区人。他在2008年北京奥运会上奪得了男子50米步槍三種姿勢项目的金牌。

## 主要成績
- 2008年，北京奥运会男子50米步槍三種姿勢金牌